# 黄鞠及女儿墓
黄鞠及女儿墓，又名谏议大夫黄鞠墓，是位于中国福建省宁德市蕉城区霍童镇石桥村的一个隋代古墓葬，宁德县人民政府于1980年11月将其公布为首批县级文物保护单位。
墓主黄鞠是隋朝谏议大夫，原籍河南固始，为黄姓在宁德霍童的始祖，原墓丘已不存在，仅余一通高1.47米、宽0.43米的碑记，上刻有楷书“户部黄公之茔，计一亩二角二十步”。黄鞠的墓葬左侧曾是黄鞠女儿的墓葬，现也已不存在。